# BG Koblenz
Die BG Koblenz war eine Basketballmannschaft aus Koblenz. Sie nahm von 1996 bis 1998 am Spielbetrieb der 2. Basketball-Bundesliga teil.

## Geschichte
Die 1995 gebildete BG Koblenz stieg 1996 unter Trainer Michael Edringer von der Regionalliga in die 2. Bundesliga auf. Zu den Leistungsträgern der Koblenzer Mannschaft in der Zweitliga-Saison 1996/97 zählten George Devone, Walter McBride, Martin Wiegand und Michael Wiegand, Ladislau Kabat, Colin Stein und Lars Glössner. Die BG wurde in der Hauptrunde Tabellenvorletzter der 2. Bundesliga Süd, in der folgenden Platzierungsrunde wurde man Dritter.
Nach der Saison 1996/97 kam es zum Trainerwechsel: Anstelle von Edringer, der zwei Jahre Koblenzer Trainer war, übernahm Usamedin Mehmed das Amt. Das Aufgebot wurde stark verändert, zu den Abgängen zählten Devone, die Wiegands, McBride und Colan. Als Neuzugänge holte Koblenz zur Saison 1997/98 mehrere junge Spieler, darunter Dennis Woodall (vorher TV Langen), Marko Pipic von Eintracht Frankfurt und Filip Piljanovic aus Gießen. Aus Kroatien kam Ivo Josipović, der später in der Basketball-Bundesliga spielte. Mit sechs Siegen und 14 Niederlagen stand die BG Koblenz am Ende der Hauptrunde der Saison 1997/98 auf dem achten Platz der Südstaffel der 2. Bundesliga.
Das Spieljahr 1998/99 wurde unter dem Mannschaftsnamen BG Post SV Koblenz begonnen, im Anschluss an den zweiten Spieltag zogen sich die Koblenzer aus dem Wettkampfbetrieb zurück.